# Anna Buter
Anna Buter (Tuitjenhorn, 27 september 2001) is een Nederlandse handbalster die uitkomt voor VZV en ook actief is in het beachhandbal.

## Biografie
Buter is woonachtig te Tuitjenhorn. Als speelster is ze al sinds haar jeugdjaren actief voor VZV.

### Beachhandbal

#### Junioren

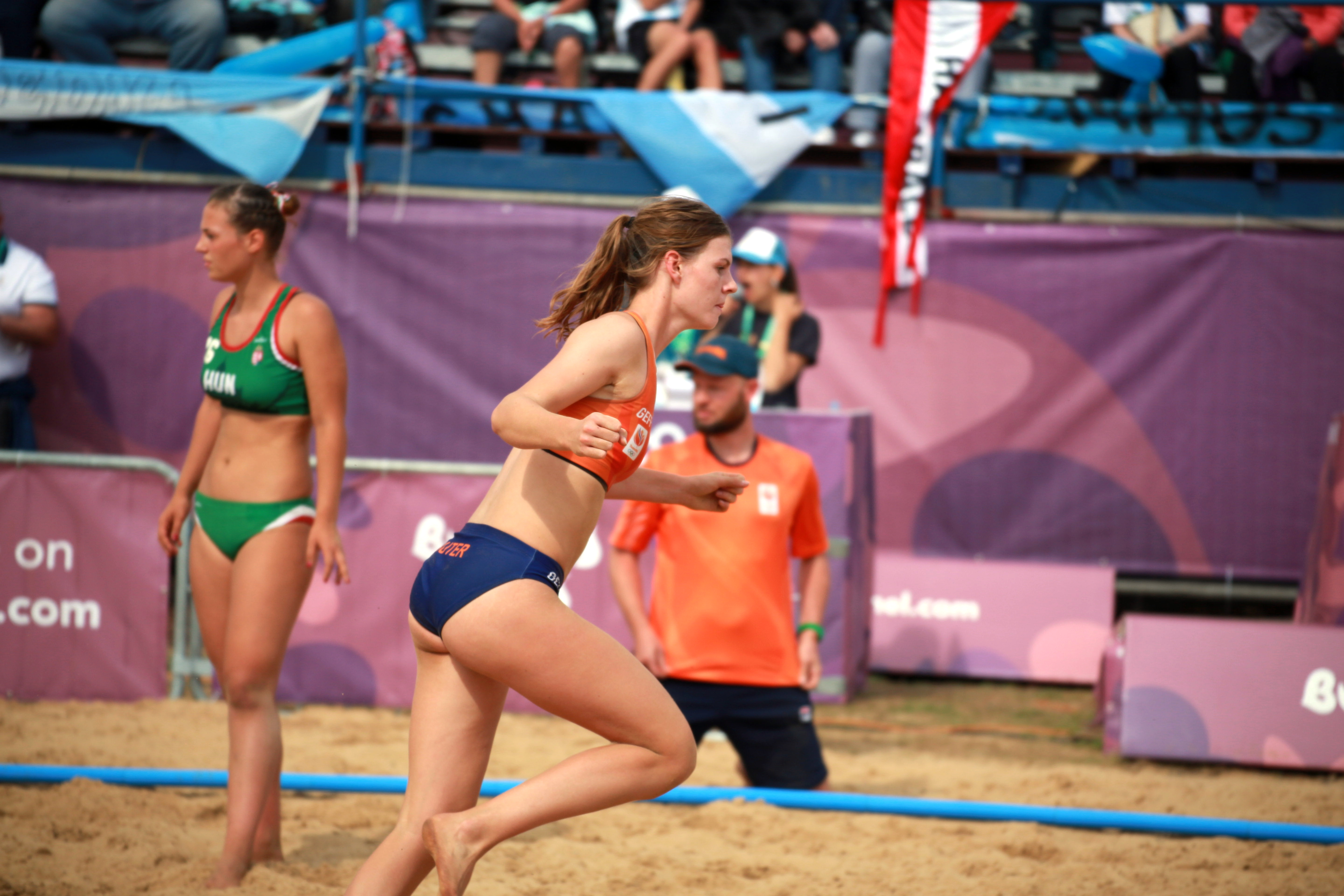
Buter, 2018

Buter doorliep alle jeugdhandbalselecties van -16 tot -18. Haar eerste eindtoernooi waar Buter aan deelnam was het WK -17 in Flic-en-Flac, Mauritius. Na een overwinning op Taiwan, plaatsen Buter en haar leeftijdsgenoten zich al voor de volgende ronde door het terugtrekken van Togo en Brazilië uit het toernooi. In de volgende ronde werden Argentinië, Kroatië en Hongarije verslagen. In de kwartfinale werd afgerekend met Thailand, waarna een nieuwe ontmoeting met Argentinië wederom werd omgezet in een overwinning. In de finale stond Nederland opnieuw tegenover Hongarije, die in een shoot-out werd verloren. Hierdoor grepen Buter en haar leeftijdsgenoten naast de wereldtitel.
Op de Olympische Jeugdzomerspelen 2018 in Buenos Aires, Argentinië maakte Buter wederom  als een van de veldspeelsters deel uit van de Nederlandse selectie. In de eerste overwinning op Paraguay had Buter een onopvallende rol. Vervolgens werden de wedstrijden tegen Hong Kong, Turkije en Venezuela ook in overwinningen omgezet. In de eerste overwinning in de hoofdronde tegen Taiwan wist Buter veertien keer op het scoreformulier te komen. Hierna was Buter in de volgende wedstrijd in de hoofdronde eveneens topscorer van het team. In de derde wedstrijd tegen Hongarije verloor Nederland opnieuw na een shoot-out. Ondanks de nederlaag plaatsten Buter en haar leeftijdsgenoten zich als groepswinnaar voor de volgende ronde, waarin in twee sets werd verloren van Kroatië. In de finale om de bronzen medaille verloor Nederland opnieuw van Hongarije.

#### Senioren

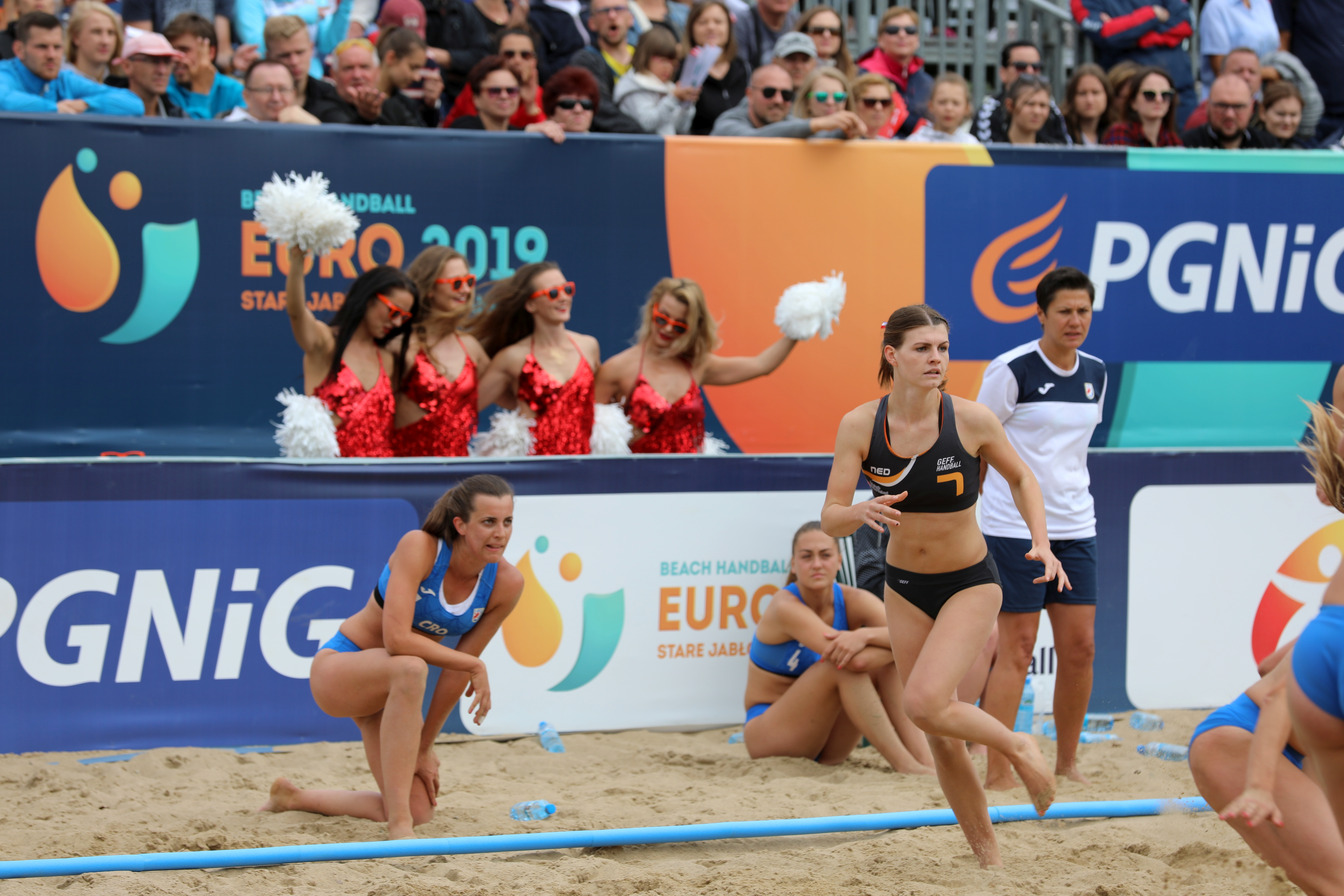
Buter tijdens het EK beachhandbal in 2019

In 2019 maakte Buter onderdeel uit van de selectie van het EK beachhandbal in Stare Jabłonki, Polen. Ze maakte samen met ploeggenoten Lisanne Baker, Marit van Ede, Lynn Kleser en Amber van der Meij de overstap van de junioren naar senioren. Kleser viel echter vlak voor het toernooi nog af. In de voorronde versloeg Nederland Roemenië en Turkije. Tegen Kroatië leden Buter en haar ploeggenoten de eerste nederlaag. In de daaropvolgende wedstrijd tegen Noorwegen wist Nederland te winnen na een shoot-out. Hierdoor plaatste Nederland zich als tweede, achter Noorwegen, voor de hoofdronde. In de eerste wedstrijd van de hoofdronde tegen Polen won Nederland opnieuw. In de volgende wedstrijd trof Nederland nogmaals Hongarije, dat ditmaal werd verslagen. Door een overwinning op Portugal ging Nederland achter Kroatië door naar de kwartfinales, waarin Griekenland werd verslagen in een shoot-out. In de halve finales trof Nederland wederom Hongarije, waarvan in twee sets werd verloren. In de wedstrijd om de bronzen medaille tegen Kroatië won Buter met haar land, waardoor ze een bronzen medaille aan haar prijzenkast kon toevoegen. Buter werd in negen van de tien wedstrijden van het eindtoernooi ingezet en was topscorer met 43 doelpunten uit 57 pogingen.
In 2021 trad Buter opnieuw aan op het EK beachhandbal, ditmaal in Varna, Bulgarije. Hier moeten ze de eindoverwinning aan de Deense vrouwen laten. Hetzelfde jaar trad Buter met de Nederlandse beachhandbalploeg aan op het WK beachhandbal in Iraklion, Griekenland, waarin een bronzen medaille werd veroverd na winst op het gastland in de finale om de bronzen medaille. In 2023 trad Buter aan op het EK beachhandbal in Nazaré, Portugal, waarin de finale werd behaald. Deze ging echter verloren tegen Duitsland. Een jaar later trad Van Ede aan op het WK beachhandbal in Pingtan, China. Hier werd in de strijd om de bronzen medaille Denemarken verslagen, waardoor Buter opnieuw de bronzen medaille won.

## Onderscheidingen

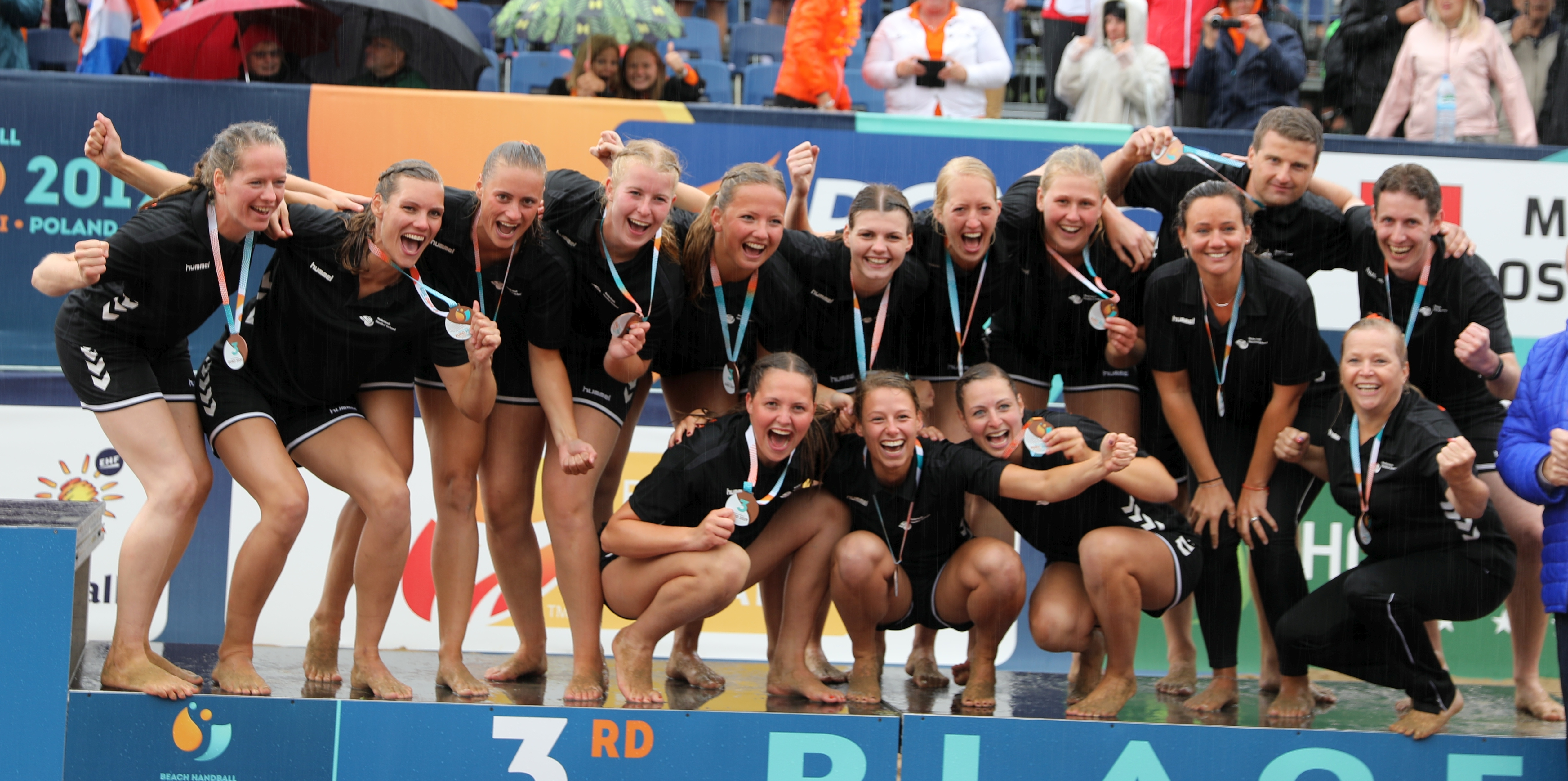
Het Nederlandse team met de bronzen medaille op het EK beachhandbal in 2019

- - EK beachhandbal (2024)
- - WK beachhandbal (2022)
- - EK beachhandbal (2022)
- - EK beachhandbal (2019)
- Vierde plaats - Olympische Jeugdzomerspelen (2018)